# Pseudodiamesa gorodkovi
Pseudodiamesa gorodkovi är en tvåvingeart som beskrevs av Makarchenko 1983. Pseudodiamesa gorodkovi ingår i släktet Pseudodiamesa och familjen fjädermyggor. Inga underarter finns listade i Catalogue of Life.